# آنا ایشی
آنا ایشی (انگلیسی: Anna Ishii؛ زادهٔ ۱۱ ژوئیهٔ ۱۹۹۸) بازیگر، و رقصنده اهل ژاپن است. وی از سال ۲۰۱۰ میلادی تاکنون مشغول فعالیت بوده‌است.
همچنین برندهٔ جوایزی همچون جایزه روبان آبی شده‌است.